# 薩爾牟遜

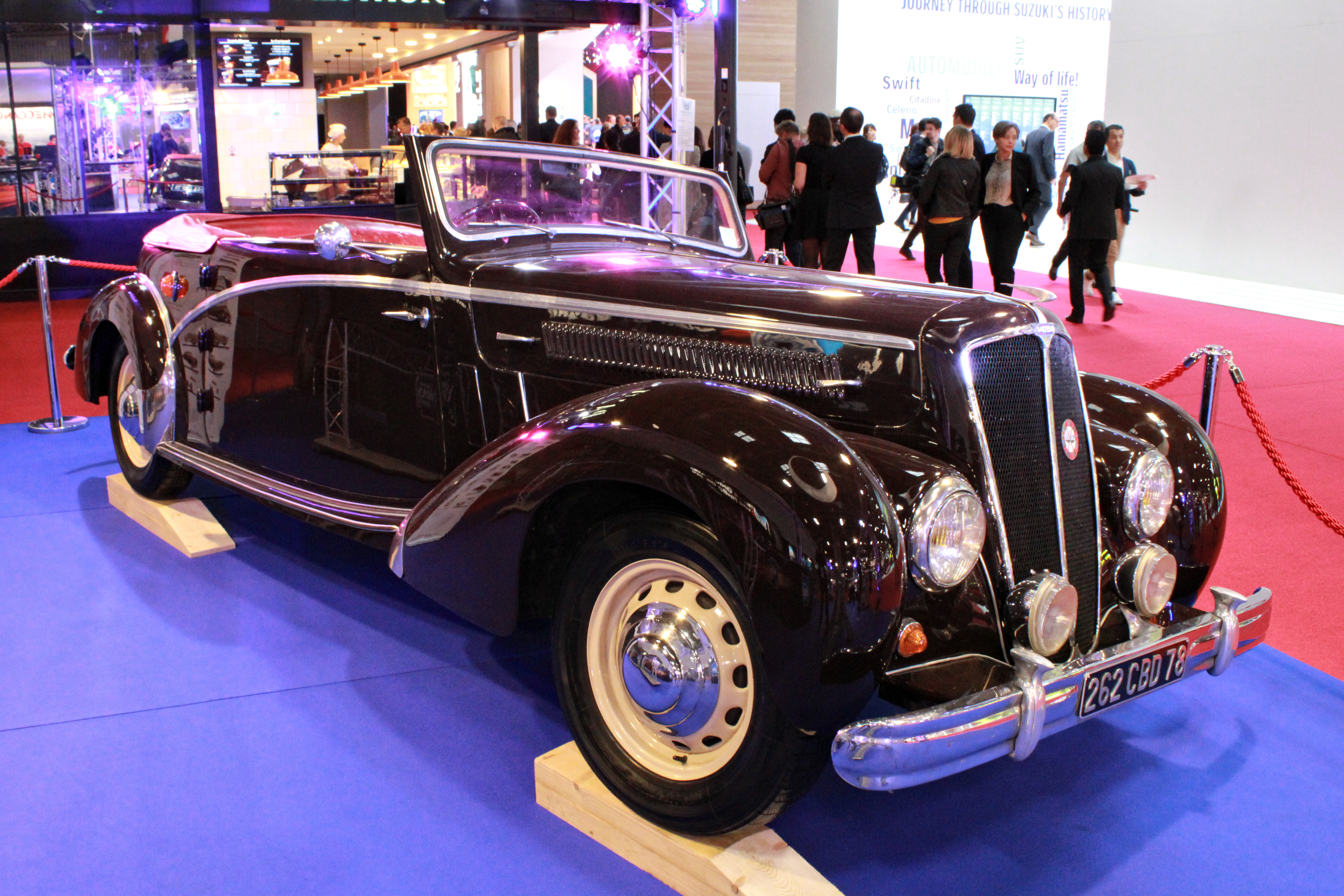
1937年製薩爾牟遜S4E

薩爾牟遜（法語：Salmson）是法國的一家製造廠，從事與汽車、航空產業、航空郵務、利曼24小時耐力賽等業務。目前是以泵系統設計製造為主，總公司位於法國沙图。

## 沿革
- 1890年：埃米爾·薩爾牟遜以Emile Salmson, Ing.之名創立本公司，以製作蒸氣動力壓縮機與幫浦為主。
- 1896年：改名為Emile Salmson & Cie，開始進行油壓機、汽油引擎、機油等開發。並將飛機引擎部門移往布洛涅-比揚古。
- 1911年：印度安拉阿巴德首度郵務飛行，便使用搭載薩爾牟遜公司引擎的飛機。
- 1919年：飛機部門改組為汽車部門。
- 1921年：創辦人埃米爾・薩爾牟遜去世。
- 1957年：於布洛涅-比揚古廠最後製造的汽車2300S，獲得利曼24小時耐力賽GT等級冠軍。
- 1961年：將工廠移往馬耶訥省的拉瓦。
- 1987年：收購德國泵製造商威樂（英语：Wilo），市場佔有率成為歐洲第二。

## 外部連結
- 薩爾牟遜 （页面存档备份，存于）